# Alex Garcia
Alex Garcia (sinh ngày 9 tháng 4 năm 1979) là một cầu thủ bóng đá người Brasil.

## Sự nghiệp câu lạc bộ
Alex Garcia đã từng chơi cho Omiya Ardija.